# Doktrin
En doktrin är en lärosats som stöder ett visst praktiskt handlande. Begreppet tillämpas ofta inom politik, religion och juridik samt inom säkerhetspolitiken. Ursprunget till begreppet doktrin återfinns i de latinska orden doctrina och doceo, vilka betyder undervisning, lärdom, läroämne respektive jag undervisar, jag lär ut.

## Säkerhetspolitisk och militär doktrin
För närvarande finns ingen internationellt accepterad definition av begreppet. Tillämpningarna av begreppet doktrin skiljer sig mellan olika länder. Militär doktrin behandlar hur stridskrafterna skall användas och utvecklas idag och de närmaste åren. Den militära doktrinutvecklingen kan beskrivas som en process där kunskap och beprövad erfarenhet omsätts i principer för användande av militära medel. Kunskapselementet är således det dominerade. 

### Den svenska Försvarsmaktens doktrindefinition
I Sverige har begreppet doktrin tidigare oftast använts i betydelsen "riktlinjer för säkerhetspolitisk handling" och därmed varit förbehållet statsmakterna. Svenska försvarsmakten har valt definitionen "Ett formellt uttryck för den kunskap och de föreställningar som utgör den viktigaste grunden för verksamheten inom det militära försvaret". Försvarsmaktens militärstrategiska doktrin (MSD 16), fastställdes av överbefälhavaren 1 april 2016. Dessutom har Försvarsmakten doktriner för: gemensamma operationer, markoperationer, marina operationer, luftoperationer, grundsyn underrättelsetjänst samt logistisk grundsyn.

## Doktrin inom juridiken
Doktrinen inom juridiken kallas ofta "den juridiska litteraturen" och kan innehålla lagkommentarer, doktorsavhandlingar och tidskriftsuppsatser. Doktrinen har inte samma ställning som rättskälla som förarbeten och prejudikat. I hur stor utsträckning den påverkar domstolarnas lagtolkning beror mycket på författarens auktoritet och tyngden hos de framlagda argumenten. 
Exempel på en doktrin är "Polislagen - En kommentar av N-O.Berggren och J.Munck".

## Exempel på doktriner
- Brezjnevdoktrinen
- Bushdoktrinen
- Eisenhowerdoktrinen
- Flexible response
- Hallsteindoktrinen
- Marginaldoktrinen
- Monroedoktrinen
- Mutually assured destruction
- Reagandoktrinen
- Trumandoktrinen
- Ulbrichtdoktrinen